# Juillet 1558

## Événements
- 2 juillet : les troupes françaises du maréchal de Thermes s'emparent de Dunkerque et pillent la ville.
- 3 juillet : le mariage de Lucrèce de Médicis et d'Alfonso II, duc de Ferrare scelle la paix entre Hercule II d'Este et Philippe II d'Espagne[1].
- 9 juillet : une flotte ottomane, sous le commandement de Piyale Pacha et Turgut Reis, s'empare de la citadelle de Ciutadella à Minorque, et détruit la ville dont la population est réduite en esclavage.
- 12 juillet : le tableau de La Crucifixion du Titien est installé sur le maître-autel de l'église Saint-Dominique d'Ancône.
- 13 juillet : Bataille de Gravelines. Victoire de l’armée espagnole commandée par le comte d’Egmont sur l’armée française du maréchal de Thermes.
- 18 juillet : le prince-évêque de Dorpat en Estonie, le cistercien Hermann II Wesel, capitule devant les Russes.

## Naissances
- 15 juillet : Robert Greene, dramaturge, poète et pamphlétiste anglais (mort le 3 septembre 1592).

## Décès
- 17 juillet : Georges Ier de Wurtemberg, comte de Montbéliard (né le 4 février 1498).
- 28 juillet : Radu VIII Ilias Haidăul, prince de Valachie.
- 29 juillet : Jean Maynier, baron d’Oppède, magistrat français, premier président du Parlement d’Aix (né le 10 septembre 1495).
- fin juillet : Macropedius, humaniste et auteur dramatique néerlandais (né en 1487).